# Croatia Open Umag 2008
Croatia Open Umag 2008 — тенісний турнір, що проходив на кортах з твердим покриттям у місті Умаг, Хорватія з 14 липня . Належав до категорії International Series, був турніром серії Відкритий чемпіонат Хорватії з тенісу 2008 року.

## Фінальна частина

### Одиночний розряд
Фернандо Вердаско —  Ігор Андрєєв 3–6, 6–4, 7–6(7–4)

### Парний розряд
Міхал Мертиняк /  Петр Пала —  Карлос Берлок /  Фабіо Фоніні 2–6, 6–3, [10–5]